# 諫山春樹
諫山 春樹（いさやま はるき、1894年（明治27年）2月11日 - 1990年（平成2年）6月12日）は、日本の陸軍軍人。陸軍中将。
福岡県出身。第17代台湾軍参謀長、その後第10方面軍参謀長。1945年10月25日、国民政府代表との降服式典に台湾総督安藤利吉とともに台湾総督府（日本）代表として出席し、任を終える。

## 経歴
官吏・諫山虎鹿の二男として生れる。中学明善校、熊本陸軍地方幼年学校、中央幼年学校を経て、陸軍士官学校を卒業。1915年12月、陸軍歩兵少尉に任官し歩兵第38連隊付となる。
1925年8月、歩兵第38連隊中隊長となり、参謀本部付勤務、参謀本部員、フランス大使館付武官補佐官などを経て、1930年8月、歩兵少佐に昇進。歩兵第24連隊付、参謀本部員などを歴任し、1937年11月、歩兵大佐に進級し参謀本部課長に就任。独立歩兵第11連隊長を経て、1940年8月、陸軍少将に昇進し陸大付となる。1943年10月、陸軍中将に進み、終戦を第10方面軍参謀長として台湾で迎えた。
1946年4月、戦犯容疑により逮捕され、同年7月、終身刑の判決を受けた。1948年（昭和23年）1月31日、公職追放仮指定を受けた。1955年9月に仮釈放となった。のち、富士自動車工業専務を務めた。

## 年表
- 1915年（大正4年）5月25日 陸軍士官学校卒業（27期）
- 1924年（大正13年）11月29日 陸軍大学校卒業（36期）
- 1940年（昭和15年）9月5日 東部軍參謀長
- 1941年（昭和16年）6月28日 第25軍參謀長
  - 11月14日 第15軍參謀長
- 1942年（昭和17年）12月1日 第26歩兵団長
- 1943年（昭和18年）3月18日 陸軍公主嶺学校教導団長
- 1944年（昭和19年）3月22日 第14軍參謀長
  - 7月8日 台湾軍参謀長
  - 9月22日 第10方面軍参謀長

## 栄典
勲章等
- 1940年（昭和15年）11月10日 - 紀元二千六百年祝典記念章[2]
- 1942年（昭和17年）9月8日  - 勲二等瑞宝章[3]

外国勲章佩用允許
- 1944年（昭和19年）5月1日 - タイ王国：王冠第一等勲章[4]